# Anomala discordabilis
Anomala discordabilis är en skalbaggsart som beskrevs av Carl August Dohrn 1876. Anomala discordabilis ingår i släktet Anomala och familjen Rutelidae. Inga underarter finns listade i Catalogue of Life.